# Arkitektgatan
Arkitektgatan är en gata inom stadsdelen Inom Vallgraven i Göteborg. Den är cirka 60 meter lång, och sträcker sig från Hvitfeldtsgatan/Södra Larmgatan till Läroverksgatan.
Gatan fick sitt namn 1883 och uppkallades efter dåvarande stadsarkitekten Victor von Gegerfelt, som hade en villa vid gatan. Namnförslaget Arkitektsgatan lämnades 1879.